# Josip Komarac
Josip Komarac (* 10. Juli 1991 in Wien) ist ein österreichischer Fußballspieler kroatischer Herkunft. 

## Vereinskarriere
Komarac begann seine Karriere beim SC Red Star Penzing, ehe er zur Jahrtausendwende in die Jugend des Wiener Sportklub wechselte. Zwei Jahre später folgte ein weiterer Wechsel in die Jugend des SK Rapid Wien, ehe er 2007 zum WSK zurückkehrte und fortan für die B-Elf der Dornbacher zum Einsatz kam.
Nach acht Toren in 15 Ligaeinsätzen für die zweite Mannschaft in der Spielzeit 2007/08 fand er zur Folgesaison die Aufnahme in den A-Mannschaftskader, kam aber aufgrund eines Überangebots an etablierten Spielern auf seiner Position zu lediglich drei Kurzeinsätzen als Wechselspieler. Simultan dazu steigerte er sich in der B-Mannschaft jedoch zum Leistungsträger und präsentierte sich mit 17 Toren in 25 Spielen als abschlussstarker Mittelfeldspieler. 
Nach dem Abgang von Leistungsträger Salmin Čehajić zum SV Horn vor der Spielzeit 2009/10 sollte Komarac mittelfristig als dessen Ersatz aufgebaut werden, woraufhin sein Vertrag um zwei Jahre verlängert wurde. Gegen die Erwartungen lief ihm jedoch Mirza Berkovic, der ebenfalls aus der eigenen Jugend stammte, den Rang ab und etablierte sich auf der Position von Cehajic. Komarac kam zu zehn Ligaeinsätzen, davon lediglich einmal über die volle Distanz. 
Im Sommer 2010 folgte daraufhin der Wechsel in die Türkei zum gerade wieder in die Bank Asya 1. Lig aufgestiegenen Güngören Belediyespor. Zum Ende der Saison schaffte er mit dem Verein auf Tabellenrang 15 den Klassenerhalt. Komarac kam zu zehn Ligaeinsätzen mit einem Torerfolg. Im Frühjahr 2012 löste er seinen Vertrag beim türkischen Zweitligisten auf.